# Doane Peak
Der Doane Peak ist ein Berg im Grand-Teton-Nationalpark im Westen des US-Bundesstaates Wyoming. Er hat eine Höhe von 3463 m und ist Teil der Teton Range in den Rocky Mountains. Er erhebt sich am westlichen Ende des Waterfalls Canyon, wenige Kilometer westlich des Jackson Lake. Er liegt südwestlich des Ranger Peak und nordwestlich des Eagles Rest Peak. Auf den Gipfel führen keine markierten Wege. Genau wie der Mount Doane im Yellowstone-Nationalpark wurde der Doane Peak nach Gustavus Cheyney Doane, einem Teilnehmer der Washburn-Langford-Doane-Expedition, benannt.

## Belege
1. ↑  Peakbagger: Doane Peak. Abgerufen am 21. Februar 2021.
2. ↑  Geonames: Doane Peak. Abgerufen am 21. Februar 2021.
3. ↑  Naturalatlas: Doane Peak. Abgerufen am 21. Februar 2021 (englisch).
4. ↑  Ortenburger, Leigh N; Reynold G. Jackson (November 1996): A climber's guide to the Teton Range. Hrsg.: Mountaineers Books.